# مارشال (داکوتای شمالی)
مارشال (به انگلیسی: Marshall) یک منطقهٔ مسکونی در ایالات متحده آمریکا است که در شهرستان دون، داکوتای شمالی واقع شده‌است. مارشال ۶۰۴٫۱۲ متر بالاتر از سطح دریا واقع شده‌است.